# Pulschnitz (Saale)
Die Pulschnitz ist ein über 11 Kilometer langer linker Zufluss der „Sächsischen“ Saale im Landkreis Hof im nördlichen Bayern.

## Name
Das Gewässer wurde 1476 als Pülsnitz erstmals schriftlich erwähnt. Der Name leitet sich vom slawischen *Polznica mit der Bedeutung „kriechendes, langsam fließendes Wasser“ ab.

## Geographie

### Verlauf
Die Pulschnitz entspringt dicht an der Wasserscheide zwischen den Flusssystemen der Elbe diesseits und des Rheins jenseits einem kleinen Teich bei der Einöde Neutheilung der Stadt Münchberg und läuft sehr beständig ostnordostwärts. Dabei durchfließt sie das Münchberger Hügelland und die Stadt Münchberg. Nach 11,4 km mündet sie westlich gegenüber dem Weiler Oppenroth der Gemeinde Weißdorf von links in den Oberlauf der Saale in Bayern, die auch Sächsische Saale genannt wird.

### Einzugsgebiet
Das 28,1 km² große Einzugsgebiet der Pulschnitz ist Teil der Münchberger Hochfläche, eines Teils der naturräumlichen Haupteinheitengruppe Thüringisch-Fränkisches Mittelgebirge. Es grenzen reihum an die Einzugsgebiete
- der oberen Selbitz im Nordwesten, die viel weiter abwärts in Thüringen in die Saale mündet
- des Ulrichsbachs im Nordosten, der unmittelbar nach ihr in die Saale mündet und
- des Haidbachs im Süden, der die Saale etwas vor ihr erreicht.

An der südwestlichen und westlichen Grenze befindet sich die große Wasserscheide des Flusssystems der Elbe diesseits zu dem des Rheins jenseits; es konkurrieren dort
- die Ölschnitz im Südwesten zum Main-Oberlauf Weißer Main und
- der Perlenbach im Westen über die Schorgast weiter abwärts ebenfalls zum Weißen Main.[4]

Um den unteren Mittellauf bedeckt das Siedlungsgebiet der Kleinstadt Münchberg weite Flächen, ansonsten ist das Gebiet ländlich. Die Landschaft ist mit Waldstücken und offener Flur gemischt, in welcher das Grünland dominiert.

### Zuflüsse
Von der Quelle zur Mündung. Auswahl, teils mit Länge und Einzugsgebiet:
- Erbbach, von links etwas vor der Plösenmühle
- Goldbach, von rechts bei der Plösenmühle, 2,2 km und 2,7 km²
- Götzenbach, von rechts kurz nach der Plösenmühle
- Reisbach, von links am Ortsanfang von Münchberg, 2,6 km und 3,7 km²
- Straaserbach, von rechts kurz nach der Bahnbrücke in Münchberg
- Feuerbächlein, von links nahe der Fischergasse in Münchberg
- Haberbach, von rechts neben der Bahnhofstraße in Münchberg
- Käsbach, von rechts am Ortsende von Münchberg, 2,7 km und 4,1 km²
- Schlegelbächlein, von links kurz nach dem Käsbach, 3,2 km und 2,3 km²